# Hans Hellmut Kirst
Hans Hellmut Kirst (Ostróda, 5 dicembre 1914 – Werdum, 13 febbraio 1989) è stato uno scrittore tedesco.
Era un veterano della seconda guerra mondiale, e scrisse vari romanzi di argomento satirico e umoristico, soprattutto di argomento militare.
Uno dei suoi libri più famosi è La notte dei generali, da cui è stato tratto un film omonimo con Peter O'Toole e Omar Sharif.
Molto successo ha avuto anche la serie di romanzi sulla figura del Caporale Asch, raccolti nella trilogia 08/15: La rivolta del caporale Asch, La strana guerra del sottufficiale Asch e La vittoria finale del tenente Asch; un quarto romanzo ha titolo Oggi.

## Opere
(parziale)

### Serie del caporale Asch
- 08/15 La rivolta del caporale Asch
- 08/15 La strana guerra del sottufficiale Asch
- 08/15 La vittoria finale del tenente Asch
- 08/15 Oggi

### Altri romanzi
- Lo chiamavano corda da forca
- Nessuno si salva (Keiner kommt davon, 1957)
- Mattino rosso
- Dio dorme in Masuria
- Fabbrica di ufficiali
- Non è la mia patria, Garzanti, 1972
- L'ultima carta la gioca la morte
- La notte dei generali
- La rivolta dei soldati (Aufstand der Soldaten Roman des 20 Juli 1944, 1965)
- Subbuglio nella piccola città
- I sei camerati
- I lupi
- E la giustizia, Capitano?
- Inchiodato alla verità
- Telegrafiste d'assalto